# شبكة سفن
شبكة سفن (بالإنجليزية: Seven Network)‏ هي شبكة تلفزيونية تجارية أسترالية تم إطلاقها في عام 1956. ومقرها في سيدني.